# Szlamnik amerykański
Szlamnik amerykański (Limosa haemastica) – gatunek średniej wielkości ptaka wędrownego z rodziny bekasowatych (Scolopacidae). Jest narażony na wyginięcie.
SystematykaBlisko spokrewniony z rycykiem (Limosa limosa), dawniej uznawano je za ten sam gatunek. Nie wyróżnia się podgatunków.
WymiaryDługość ciała 36–42 cm; rozpiętość skrzydeł 67–79 cm; masa ciała: samce 196–266 g, samice 246–436 g.
WyglądBardzo długi i lekko podgięty dziób. W locie widoczne charakterystyczne czarne podbarkówki, biały spód skrzydeł, biały ogon z czarną przepaską przy końcu oraz wąski biały pasek na skrzydłach. Wierzch ciała w brązowe i czarne plamki, od spodu kasztanowaty, czarne i białe prążki. Upierzenie zimowe brązowoszare, biały brzuch i dół piersi.
Zasięg występowaniaGniazda zakłada w północno-zachodniej i północno-środkowej części Ameryki Północnej – wyspowo od zachodniej i południowej Alaski i północno-zachodniej Kanady do Zatoki Hudsona. Zimuje głównie w południowej części Ameryki Południowej – w Argentynie i Chile, w niewielkiej liczbie także dalej na północ – wzdłuż wybrzeży Atlantyku w Urugwaju i południowej Brazylii, a od strony wybrzeży Pacyfiku aż po północne Peru.
StatusMiędzynarodowa Unia Ochrony Przyrody (IUCN) od 2024 roku uznaje szlamnika amerykańskiego za gatunek narażony (VU, Vulnerable); wcześniej, od 2000 roku był on klasyfikowany jako gatunek najmniejszej troski (LC, Least Concern), a od 1988 roku jako gatunek bliski zagrożenia (NT, Near Threatened). W 2024 roku liczebność światowej populacji szacowano na 41–70 tysięcy dorosłych osobników. Globalny trend liczebności populacji uznawany jest za spadkowy.